# Alessandro (Euripide)
Alessandro (in greco antico: Ἀλέξανδρος?, Alèxandros) è una tragedia di Euripide oggi perduta, ad eccezione di alcuni frammenti e una hypothesis papiracea. Rappresentata nel 415 a.C. nelle Dionisie, era il primo dramma di una tetralogia composta dal Palamede e dalle Troiane.

## Trama
Nel prologo, il pastore che ha adottato Alessandro come figlio racconta che, venti anni prima, la regina Ecuba, incinta, aveva sognato di partorire una fiaccola ardente che bruciava Troia e che Priamo, preoccupato, aveva fatto convocare gli indovini. Dopo aver ascoltato la profezia secondo la quale il nascituro avrebbe distrutto la città, Priamo ed Ecuba avevano fatto abbandonare il bambino sul monte Ida.

Lo schiavo pastore Alessandro partecipa, per recuperare un suo toro, ad un agone ginnico in onore del figlio del re Priamo presumibilmente morto e sconfigge un principe troiano, Deifobo.
C'è, a quel punto, una controversia (con un tentativo di omicidio da parte di Ecuba e Deifobo) sul fatto che la vittoria di uno schiavo possa essere riconosciuta e nel corso della controversia risulta (grazie ad un vaticinio di Cassandra) che Alessandro è il principe Paride, creduto morto dopo che i suoi genitori, a causa di una profezia, lo avevano fatto esporre sul monte Ida, dove era stato trovato da pastori e cresciuto.
Dopo essere stato riconosciuto come un principe, Alessandro Paride è ripreso a Troia, in tal modo adempiendo la profezia per la quale era stato abbandonato.